# 11464 Moser
11464 Moser eller 1981 EL28 är en asteroid i huvudbältet som upptäcktes den 6 mars 1981 av den amerikanska astronomen Schelte J. Bus vid Siding Spring-observatoriet. Den är uppkallad efter Danielle Moser.
Asteroiden har en diameter på ungefär 5 kilometer.